# (1877) Marsden
(1877) Marsden – planetoida z pasa głównego asteroid okrążająca Słońce w ciągu 7 lat i 309 dni w średniej odległości 3,95 j.a. Została odkryta 24 marca 1971 roku w Palomar Observatory przez Cornelisa van Houtena. Nazwa planetoidy pochodzi od Briana Marsdena (1937-2010), brytyjskiego astronoma specjalizującego się w badaniach komet. Przed nadaniem nazwy planetoida nosiła oznaczenie tymczasowe (1877) 1971 FC.